# Apostelkirche (Lustadt)

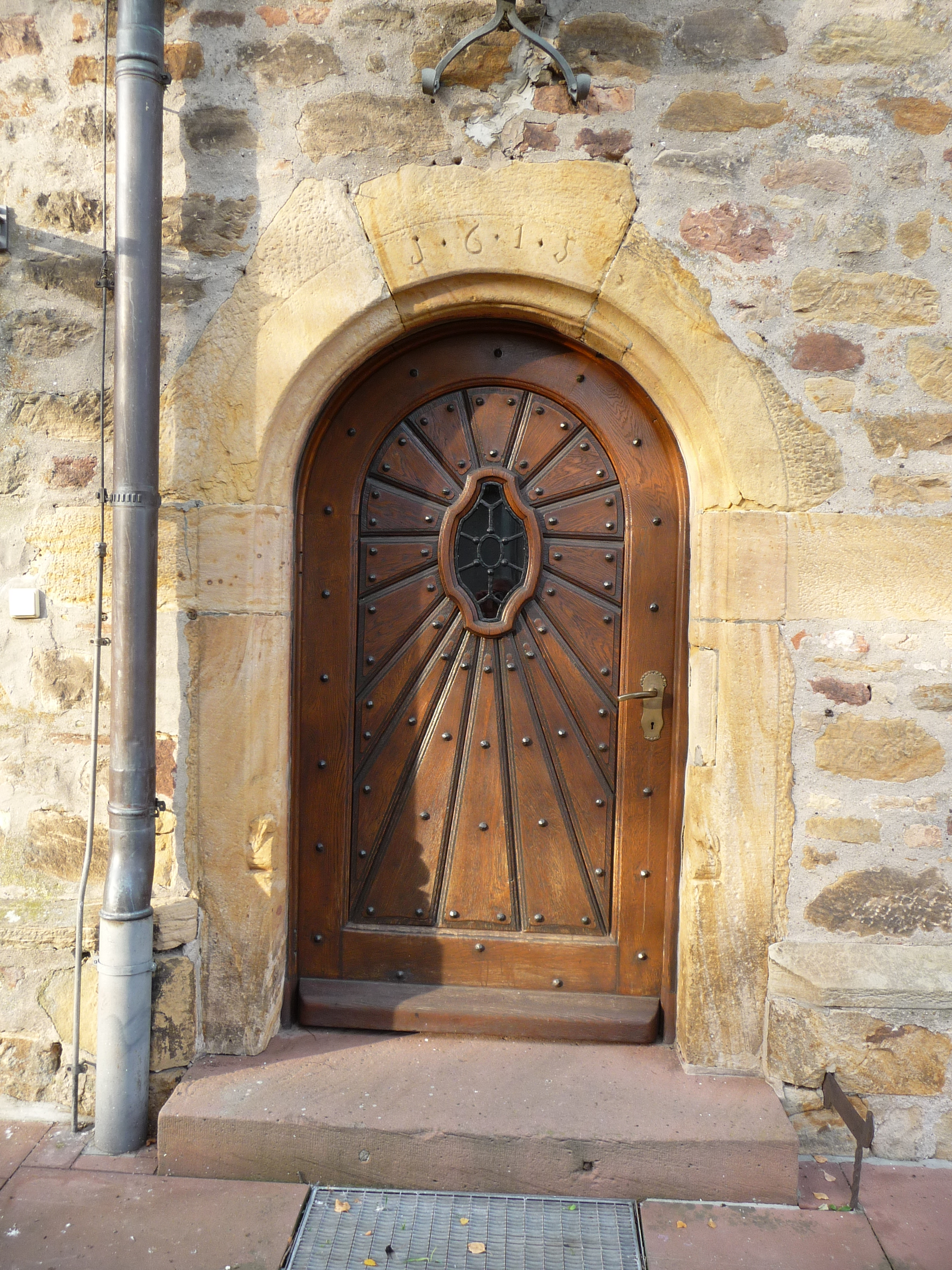
Ansicht des Portals mit der Inschrift „1615“

Die denkmalgeschützte, evangelische Apostelkirche steht im Oberdorf der Ortsgemeinde Lustadt (Verbandsgemeinde Lingenfeld) im Kreis Germersheim (Rheinland-Pfalz). Sie gehört zur Protestantischen Kirchengemeinde Lustadt und damit zum Kirchenbezirk Germersheim der Evangelischen Landeskirche der Pfalz. Das Gemeindebüro wird gemeinsam mit der Protestantischen Gemeinde Weingarten (Pfalz) geführt. 

## Beschreibung
Das Kirchengebäude ist eine kompakte Saalkirche im Stil des Barock. Das flachgedeckte Langhaus verfügt über eine halbovale, gewölbte und außen dreiseitig ummantelte Apsis. Der Kirchturm, der sich über der Südwestecke der Kirche befindet, wurde im 18. Jahrhundert erhöht.
Ausweislich der Inschrift am Portal wurde die Kirche im Jahr 1615 errichtet. Ein Umbau des Gebäudes erfolgte 1741.

## Orgel

### Heutige Orgel
Die heutige Orgel hat 12 Register auf zwei Manualen und Pedal. Sie wurde 1969 von G. F. Steinmeyer & Co. als Opus 2220 gebaut und 2002 von ebendiesem restauriert.
Sie hat folgende Disposition:
| I Hauptwerk C–g3 |       |
| Rohrflöte        | 8′    |
| Principal        | 4′    |
| Gemshorn         | 4′    |
| Sifflöte         | 2′    |
| Mixtur IV        | 1 ⁄3′ |

| II Oberwerk C–g3 |      |
| Gedackt          | 8′   |
| Koppelflöte      | 4′   |
| Principal        | 2′   |
| Sesquialter II   |      |
| Cimbel III       | 1⁄2′ |

| Pedal C–f1 |     |
| Subbass    | 16′ |
| Oktavbass  | 8′  |

Die Spiel- und Registertraktur sind mechanisch. Bei den Windladen handelt es sich um Schleifladen. 
- Koppeln: II/I, I/P, II/P

### Orgel bis 1969
Bis zur Verschrottung im Jahr 1969 war in der Apostelkirche eine 1912 von Adolf Poppe und Sohn gebaute Orgel eingesetzt. Diese verfügte über 14 Register auf ebenfalls zwei Manualen und Pedal.
Sie hatte folgende Disposition:
| I Hauptwerk C–g3 |       |
| Prinzipal        | 8′    |
| Konzertflöte     | 8′    |
| Viola di Gamba   | 8′    |
| Dolce            | 8′    |
| Salicional       | 8′    |
| Oktave           | 4′    |
| Mixtur III       | 2 ⁄3′ |

| II Schwellwerk C–g3 |    |
| Flötenprinzipal     | 8′ |
| Lieblich Gedackt    | 8′ |
| Vox Coelestis       | 8′ |
| Aeoline             | 8′ |
| Gemshorn            | 4′ |

| Pedal C–d1                     |     |
| Subbass                        | 16′ |
| Zartbourdon (Windabschwächung) | 16′ |
| Cello                          | 8′  |

Die Spiel- und Registertraktur waren pneumatisch, die Windladen waren Kegelladen. 
- Koppeln: 
  - Normalkoppeln: II/I, I/P, II/P
  - Superoktavkoppeln: II/I
  - Suboktavkoppeln: II/I

- Spielhilfen: Freie Kombination, Automatisches Pianopedal